# Jarcanda
Jarcanda (Jharkhand) é um dos estados da Índia, tendo como vizinhos os Estados de Biar a norte, Bengala Ocidental a leste, Orissa a sul, Chatisgar a sudoeste e Utar Pradexe a noroeste.
Algumas das principais cidades do estado de Jarcanda incluem: Dhanbad, Jamshedpur, Ranchi. Esta última, cidade industrial, é a capital do Estado.

## Distritos
O estado foi formado em 15 de novembro de 2000 com 18 distritos que faziam parte do sul de Biar. Alguns destes distritos foram reorganizados formando 6 novos distritos: Latehar, Saraikela Kharsawan, Jamtara, Sahebgunj, Khunti e Ramgarh. Atualmente, o estado está dividido em 24 distritos:

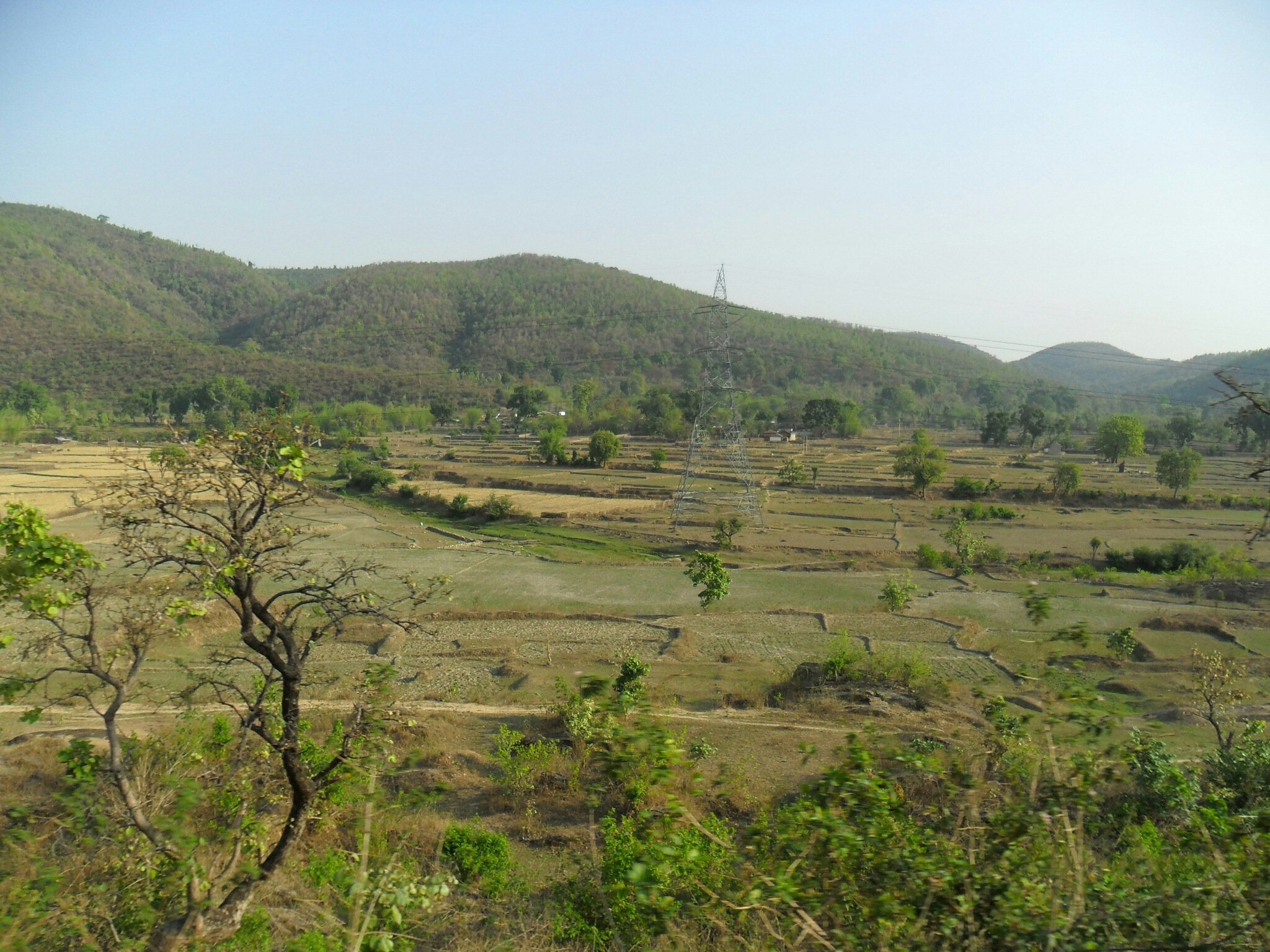
Montes Jharkhand

1. Ranchi
2. Lohardaga
3. Gumla
4. Simdega
5. Palamu
6. Latehar
7. Garhwa
8. West Singhbhum
9. Seraikela Kharsawan
10. East Singhbhum
11. Dumka
12. Jamtara
13. Sahebganj
14. Pakur
15. Godda
16. Hazaribagh
17. Chatra
18. Koderma
19. Giridih
20. Dhanbad
21. Bokaro
22. Deoghar
23. Khunti
24. Ramgarh